# Sphaerodactylus nycteropus
Sphaerodactylus nycteropus este o specie de șopârle din genul Sphaerodactylus, familia Gekkonidae, descrisă de Thomas și Schwartz 1977. Conform Catalogue of Life specia Sphaerodactylus nycteropus nu are subspecii cunoscute.